# Пандора и Летећи Холанђанин
Пандора и Летећи Холанђанин (енгл. Pandora and the Flying Dutchman) је британски љубавни фантастично-драмски филм из 1951. године, режисера и сценаристе Алберта Луина. Главне улоге у филму тумаче Џејмс Мејсон, Ава Гарднер, Најџел Патрик, Шила Сим, Харолд Ворендер и Марио Кабре, а радња прати заводљиву жену која се заљубљује у мистериозног капетана.

## Радња
У јесен 1930. године, рибари у малој шпанској луци Есперанца откривају нешто језиво у својим мрежама – тела мушкарца и жене. Звона цркве у селу одјекују, позивајући локалну полицију и једног мештанина, Џефрија Филдинга, на обалу. Филдинг се враћа у своју вилу и, разбијајући „четврти зид”, почиње да прича публици причу ово двоје људи.
Мала група енглеских емиграната у Есперанци врти се око Пандоре Рејнолдс, заводљиве америчке певачице из ноћних клубова и фаталне жене. Сви мушкарци је воле (или верују да је воле), али Пандора није у стању да воли никога. Један од њених обожавалаца, Реџи Демарест, извршава самоубиство пред Пандором и њеним пријатељима, попивши вино у које је додао отров, али Пандора остаје равнодушна и касније коментарише да је одахнула због његове смрти.
Она тестира своје обожаваоце захтевајући од њих да се одрекну нечега што им је драгоцено. Пристаје да се уда за возача тркачких аутомобила, Стивена Камерона, након што он на њен захтев гурне свој аутомобил у море. Те исте ноћи, у Есперанцу стиже холандски капетан Хендрик ван дер Зе. Пандора плива до његове јахте и затиче га како слика њен портрет, представљен као митолошка Пандора, чије су акције на свет донеле зло и патњу. Хендрик се наизглед заљубљује у Пандору и сели се у исти хотелски комплекс где бораве и остали емигранти.
Џефри и Хендрик постају пријатељи, сарађујући у истраживању археолошких налаза. Један од тих артефаката је бележница исписана на старохоландском, која потврђује Џефријеву сумњу – Хендрик ван дер Зе је Летећи Холанђанин, морнар из 16. века који је убио своју жену, верујући да му је била неверна. Током суђења због убиства, похулио је на Бога, након чега је осуђен на смрт.
У ноћи пре погубљења, мистериозна сила му је отворила затворска врата и омогућила му да побегне на свој брод. У сну му је откривено да је његова жена била невина и да је проклет да плови морима заувек – осим ако не пронађе жену која би га толико волела да би умрла за њега. Сваке седме године, Холанђанин може да се искрца на копно на шест месеци у потрази за том женом.
Иако је верена за Стивена, Пандора изјављује љубав Хендрику, али он није спреман да дозволи да она умре због њега и покушава да је натера да га замрзи.
Пандору такође воли Хуан Монталво, арогантни и славни тореадор, који из љубоморе убија Хендрика. Међутим, чим Монталво оде, Хендрик васкрсава, као да се ништа није догодило. Следећег дана присуствује борби с биковима, а када га Монталво угледа у публици, обузима га ужас, те га бик смртно рањава. Пре него што умре, Монталво признаје Пандори да је убио њеног вољеног, остављајући је збуњеном.
У ноћи пре венчања, Пандора пита Џефрија да ли зна нешто што би јој помогло да разуме истину о Хендрику. Када Џефри угледа Летећег Холанђанина како се спрема да исплови, даје јој свој превод старе бележнице. Међутим, јахта Летећег Холанђанина мирује на води, без ветра. Схвативши истину, Пандора поново плива до Хендрика. Он јој показује мали портрет своје убијене жене; она и Пандора изгледају потпуно исто. Хендрик јој објашњава да су они заправо муж и жена и да је кроз њу добио прилику да побегне од своје клетве, али да је одбио јер би то значило њену смрт. Они се грле, а она га пита када ће се то догодити. Он јој одговара да сада имају вечност. Љубе се, а изненада настаје страховита олуја. Џефри посматра како брод тоне у мору.
Назад у садашњости, Џефри наздравља Летећем Холанђанину: „Нека остварење ваше љубави траје онолико дуго колико и казна која вас је учинила достојним ње!”

## Улоге
| Глумац              | Улога              |
| ------------------- | ------------------ |
| Џејмс Мејсон        | Хендрик ван дер Зе |
| Ава Гарднер         | Пандора Рејнолдс   |
| Најџел Патрик       | Стивен Камерон     |
| Шил Сим             | Џенет              |
| Харолд Ворендер     | Џефри Филдинг      |
| Марио Кабре         | Хуан Монталво      |
| Маријус Горинг      | Реџи Демарест      |
| Џон Лори            | Ангус              |
| Памела Мејсон       | Џени               |
| Патриша Рејн        | Пеги               |
| Маргарита Д’Алварез | сењора Монталво    |